# Běh na 20 000 metrů
Běh na 20 000 metrů je atletickou vytrvaleckou disciplínou. 

## Charakteristika
Tato distance se délkou blíží půlmaratonu (21 097,5 m nebo zaokrouhleně 21 100 m) a vyžaduje již dobrou fyzickou připravenost a vytrvaleckou průpravu. Nejde o příliš často vypisovanou trať, proto prakticky všechny světové rekordy na této distanci pocházejí z mezičasů v běhu na půlmaraton nebo v hodinovce. 
V současnosti je držitelem mužského světového rekordu na dráze Uganďan Jacob Kiplimo, který zaběhl při rekordním půlmaratónu v Barceloně (celkový čas nového SR 56:42 min.) v únoru roku 2025 mezičas na 20 km 53:42 min. Průměrná rychlost běhu tak činí 6,21 m/s (22,35 km/h) a průměrný čas na 1 kilometr 2:41,1 min.
Mezi ženami je držitelkou světového rekordu na této trati Etiopanka Letesenbet Gideyová, která v roce 2021 proběhla v roce 2021 ve Valencii před vytvořením světového rekordu v půlmaratonu metou 20 000 metrů za 59:35 min. (poprvé v historii pod 1 hodinu). Průměrná rychlost tak činí 5,59 m/s (20,14 km/h) a průměrný čas na 1 kilometr 2:58,7 min.